# Werkstattbau (LVR-Klinik Düren)

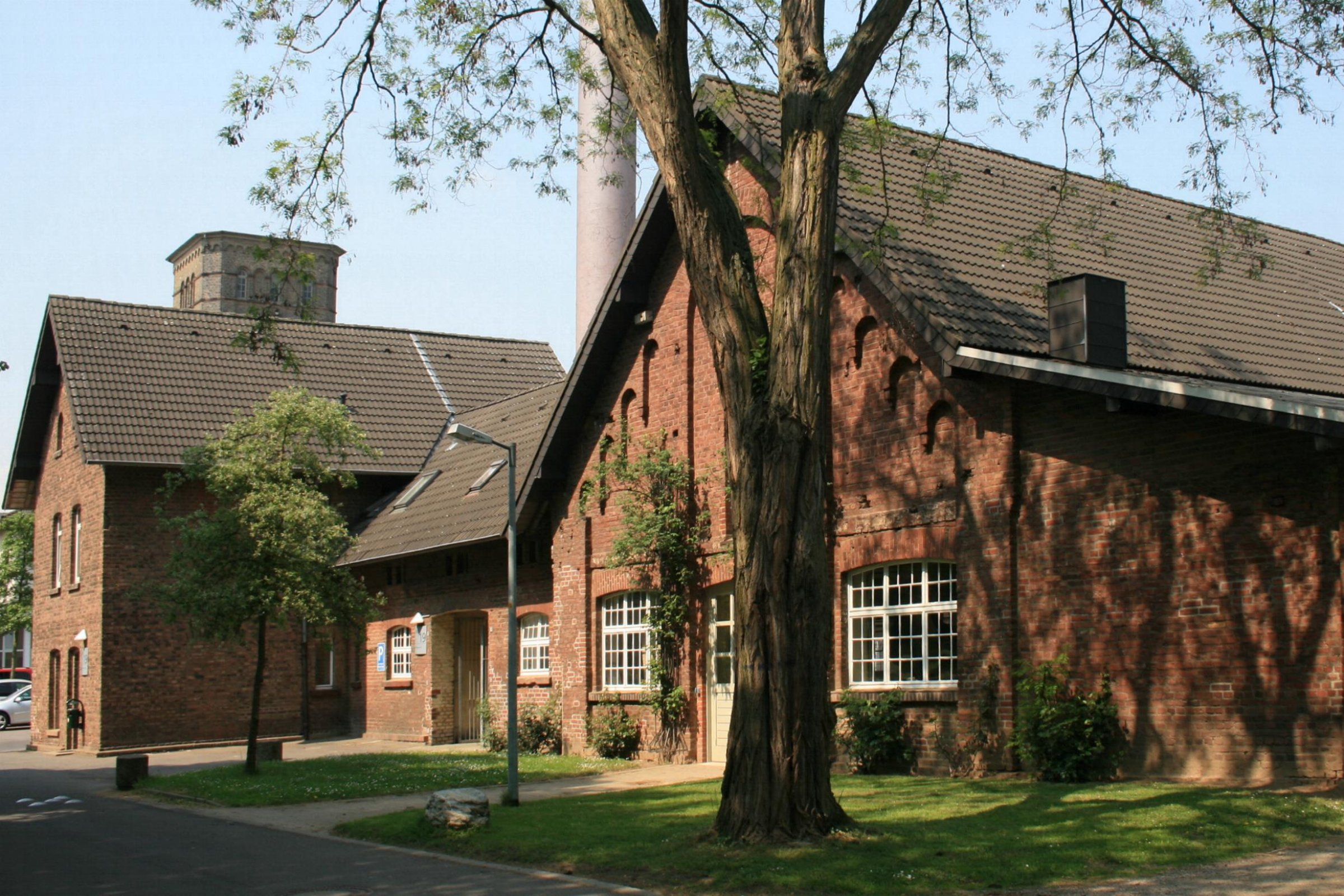

Der Werkstattbau ist ein Gebäude auf dem Gelände der LVR-Klinik Düren in Düren in Nordrhein-Westfalen. Das Gebäude wurde, wie alle Bauwerke auf dem Gelände der ehemaligen Provinzial Heil- und Pflegeanstalt, zwischen 1874 und 1878 erbaut.
Das Bauwerk war früher ein landwirtschaftliches Gebäude. Es handelt sich um eine vierflügelige Anlage mit Innenhof. Ursprünglich war sie nur dreiflügelig. Die ein- und zweigeschossigen Bauwerke sind aus Backsteinmauerwerk hergestellt. Die Giebelansichten sind teilweise mit Lisenen und Rundbögen gegliedert. Die Satteldächer sind neu gedeckt.
Das Bauwerk ist unter Nr. 1/001k in die Denkmalliste der Stadt Düren eingetragen.
Unter derselben Nummer sind weitere Gebäude des Klinikareals als Baudenkmäler verzeichnet, darunter der Verwaltungsbau, das Direktorenwohnhaus, die Klinikkirche Herz Jesu, die Leichenhalle und einige Häuser (einschließlich Haus 5 und Haus 8).